# Goulceby
Goulceby – wieś i civil parish w Anglii, w Lincolnshire, w dystrykcie East Lindsey. Leży 30 km na wschód od Lincoln i 199 km na północ od Londynu.
W 2011 civil parish liczyła 135 mieszkańców. Goulceby jest wspomniana w Domesday Book (1086) jako Colchesbi.